# Giannīs Anestīs
Giannīs Anestīs (in greco Γιάννης Ανέστης?; Calcide, 9 marzo 1991) è un calciatore greco, portiere del Botoșani.

## Carriera

### Club
Cresciuto nelle giovanili del Paniōnios, è stato promosso in prima squadra nel 2010. Nel gennaio 2012 è stato girato in prestito semestrale al Proodeftikī nella seconda serie nazionale. Rientrato al Panionios, è stato riserva per quasi un anno, fino a quando il 21 aprile 2013 è stato schierato titolare nell'ultima giornata della Souper Ligka Ellada 2012-2013, persa 2-1 al Pireo contro i padroni di casa dell'Olympiacos.
Il 23 gennaio 2014 è passato all'AEK Atene a seguito della firma di un contratto triennale valido a partire dall'estate seguente. Al momento dell'arrivo di Anestīs, l'AEK era appena risalito dalla terza alla seconda serie nazionale, dopo essere ripartito dalle serie dilettantistiche per problemi economici. Anestīs è stato il portiere titolare dei gialloneri nella stagione 2014-2015, conclusa con il ritorno nella massima serie, mentre nel 2015-2016 egli è stato riserva del venezuelano Alain Baroja. Nel 2016-2017 ha iniziato il campionato da titolare, ma a torneo in corso il suo posto è stato preso da Vasilios Barkas. Anche nell'edizione successiva, quella del 2017-2018, Anestīs è stato schierato titolare nelle prime giornate, a causa di un infortunio occorso allo stesso Barkas. Nel corso dell'autunno del 2017, le trattative per il rinnovo tra Anestīs e il club si sono arenate, al punto tale che il portiere non è più sceso in campo fino all'estate successiva, quando si è svincolato. L'AEK nel frattempo ha chiuso quel campionato vincendolo, conquistando così un titolo che al club mancava da 14 anni.
Nel luglio del 2018 egli è stato presentato dall'Hapoel Be'er Sheva, squadra campione in carica del campionato israeliano. Il 24 luglio 2018 è sceso in campo nell'andata del secondo turno di Champions League persa per 5-0 in Croazia contro la Dinamo Zagabria, partita che gli è costata dure critiche sulla stampa e indiscrezioni su un'insoddisfazione della dirigenza nei suoi confronti. La sua parentesi nel paese mediorientale è durata meno di due mesi, poiché già nel mese di agosto è stato svincolato dal club.
Il 26 novembre 2018 è stato reso noto il suo ingaggio da parte dell'IFK Göteborg, con un accordo di un anno e mezzo valido a partire dalla stagione 2019 fino all'estate del 2020. Qui ha disputato tutte e 30 le partite dell'Allsvenskan 2019, e a fine stagione ha rinnovato il suo contratto fino al dicembre 2021. È rimasto con i biancoblu fino alla scadenza contrattuale.
Nel gennaio 2022 è tornato a giocare in patria con l'ingaggio a parametro zero da parte del Panaitōlikos.

## Statistiche

### Presenze e reti nei club
Statistiche aggiornate al 30 ottobre 2017.
| Stagione         | Squadra          | Campionato       | Campionato | Campionato | Coppe nazionali | Coppe nazionali | Coppe nazionali | Coppe continentali | Coppe continentali | Coppe continentali | Altre coppe | Altre coppe | Altre coppe | Totale | Totale | Totale |
| Stagione         | Squadra          | Comp             | Pres       | Reti       | Comp            | Pres            | Reti            | Comp               | Pres               | Reti               | Comp        | Pres        | Reti        | Pres   | Reti   |        |
| ---------------- | ---------------- | ---------------- | ---------- | ---------- | --------------- | --------------- | --------------- | ------------------ | ------------------ | ------------------ | ----------- | ----------- | ----------- | ------ | ------ | ------ |
| 2012-2013        | Paniōnios        | SL               | 1          | -2         | CG              | 0               | 0               | -                  | -                  | -                  | -           | -           | -           | 1      | -2     |        |
| 2013-2014        | Paniōnios        | SL               | 16         | -21        | CG              | 1               | 0               | -                  | -                  | -                  | -           | -           | -           | 17     | -21    |        |
| Totale Paniōnios | Totale Paniōnios | Totale Paniōnios | 17         | -23        |                 | 1               | 0               |                    | -                  | -                  |             | -           | -           | 18     | -23    |        |
| 2014-2015        | AEK Atene        | FL               | 23         | -13        | CG              | 8               | -2              | -                  | -                  | -                  | -           | -           | -           | 31     | -15    |        |
| 2015-2016        | AEK Atene        | SL               | 11         | -8         | CG              | 6               | -2              | -                  | -                  | -                  | -           | -           | -           | 17     | -10    |        |
| 2016-2017        | AEK Atene        | SL               | 15         | -10        | CG              | 9               | -6              | UEL                | 2                  | -1                 | -           | -           | -           | 26     | -17    |        |
| 2017-2018        | AEK Atene        | SL               | 8          | -4         | CG              | 0               | 0               | UCL+UEL            | 2+5                | -3; -3             | -           | -           | -           | 15     | -10    |        |
| Totale carriera  | Totale carriera  | Totale carriera  | 74         | -58        |                 | 24              | -10             |                    | 9                  | -7                 |             | -           | -           | 107    | -75    |        |

## Palmarès

### Club

#### Competizioni nazionali
- Campionato greco di seconda divisione: 1

AEK Atene: 2014-2015
- Coppa di Grecia: 1

AEK Atene: 2015-2016
- Campionato greco: 1

AEK Atene: 2017-2018
- Coppa di Svezia: 1

IFK Göteborg: 2019-2020